# F6F地獄貓戰鬥機
F6F地獄貓，是二次世界大戰服役於美國海軍的艦載戰鬥機。F6F在外觀上與格魯曼為美國海軍設計的前代主力戰機F4F野貓式高度類似，故此也被戲稱為「野貓的大哥」（Wildcat's big brother），然而F6F實為全新設計，較F4F更加先進。地獄貓研製初是與錢斯沃特研製的F4U海盜式戰鬥機爭奪海軍艦載機主角，F6F只是F4U的替代預案，但F4U服役後發現嚴重的艦載機落艦問題，到戰爭末期才完全解決著艦安全性問題，因此作為預案的地獄貓趁機逆勢而起，成為1943年後美軍艦載戰鬥機主力機種。字面的意思是來自地獄的貓，美國俚語則是壞女人（貓性）。
美軍統計，二戰中地獄貓總共為美軍擊落了5,171架戰機（其中8架在法國南部擊落），為盟軍服役的單一機型內擊墜軸心國軍機最多的型號。服役於皇家海軍的F6F亦擊落了52架。二戰後地獄貓雖然卸下了主力艦載戰機地位，但仍作為夜間戰鬥機繼續在美國海軍服役，直到1954年始全面除役，由軍援轉移給它國的地獄貓則服役更久。
F6F共計生產了12,275架，而當中的12,200架是在1943至1945這兩年間建造的。最後一架F6F則於1945年11月交付。直到今日仍有不少F6F存放於世界各地博物館，部分更能夠飛行。

## 設計與發展

### 背景

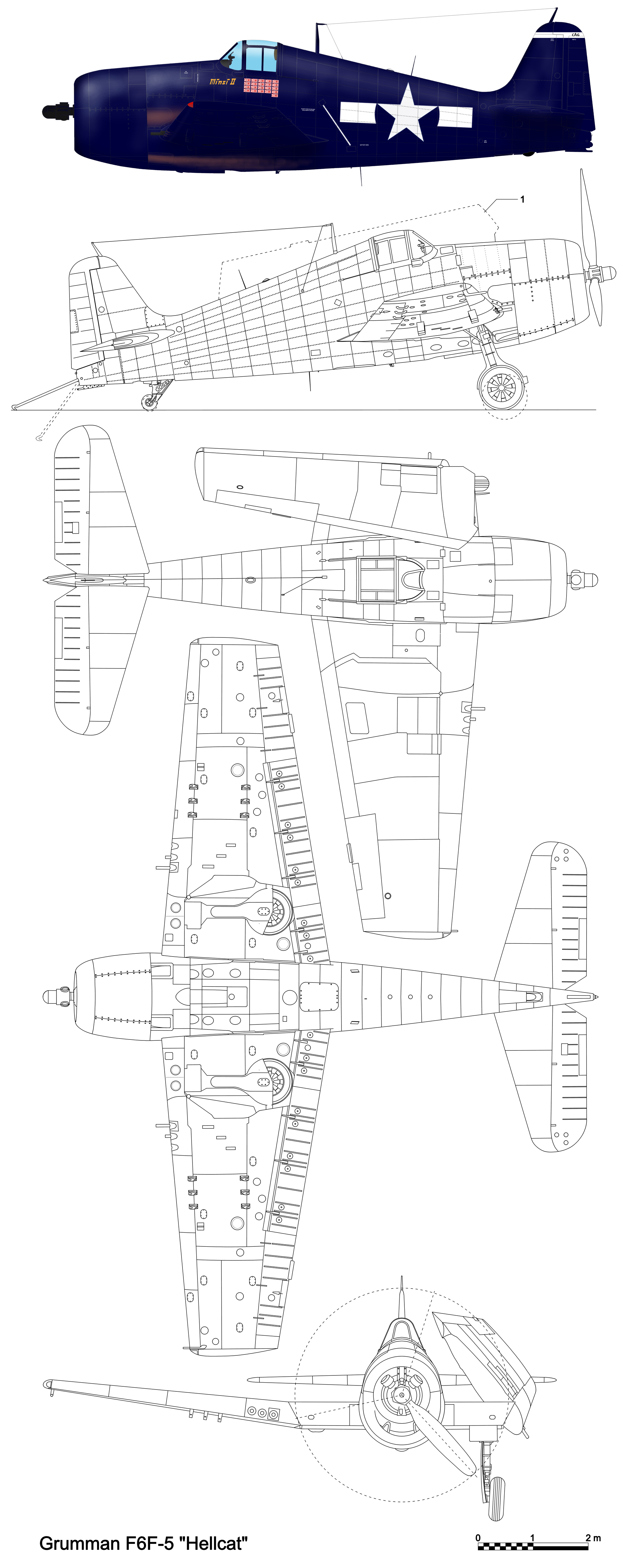
F6F-5的設計圖則。

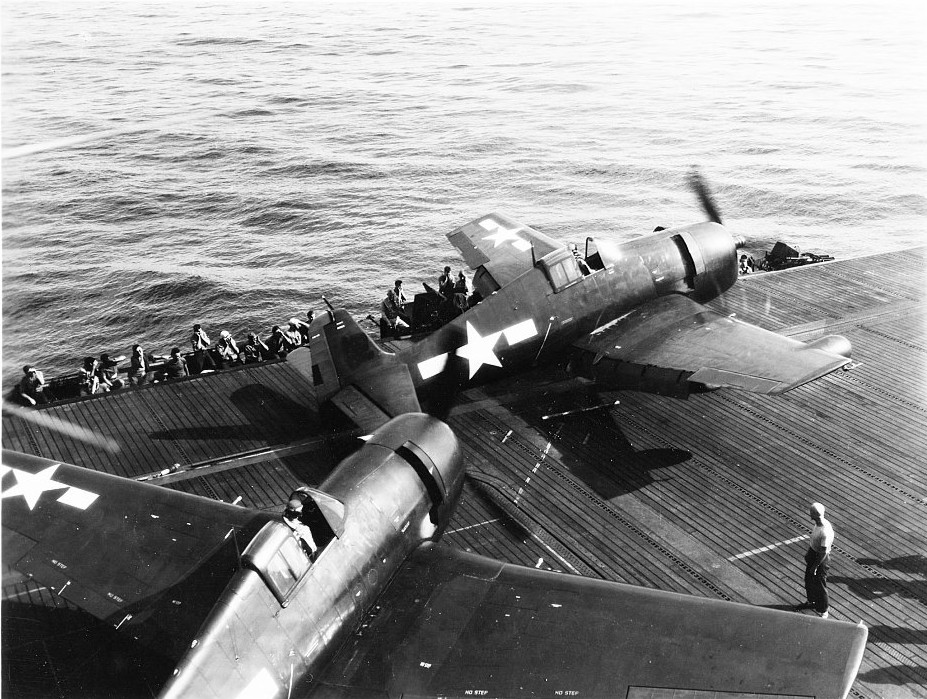
航母上分別有兩種型號的F6F。在彈射器上的是F6F-5N，而後方則為F6F-5。兩者最明顯分別在於右翼端的雷達配置。

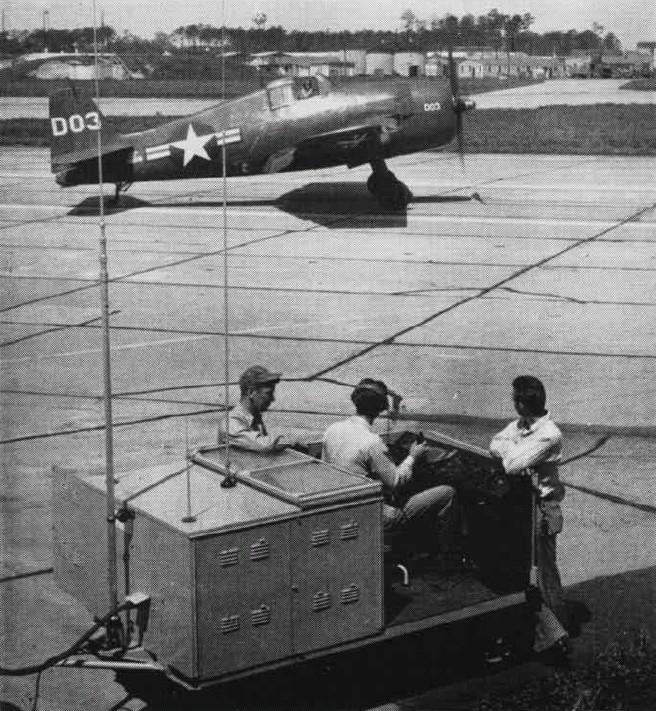
F6F-5K為無人靶機。圖中的地面工作人員正透過遙控後方跑道上的F6F-5K。

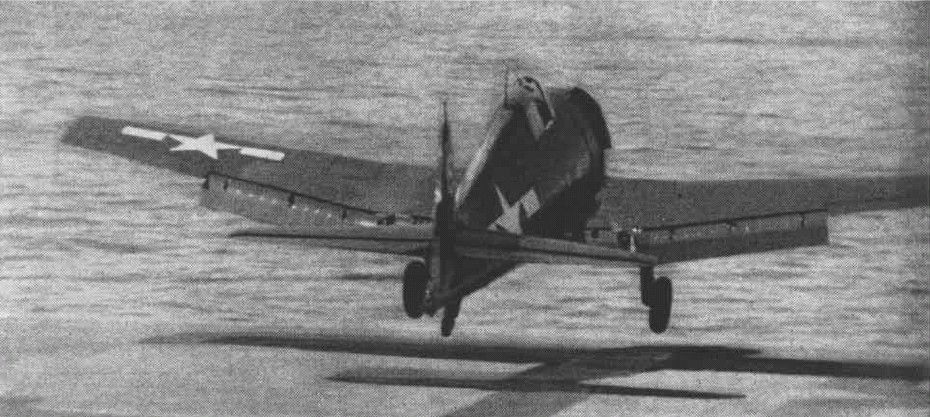
一架F6F-5K在十字路行動前，由香格里拉號航空母艦起飛。

從1938年起，格魯曼就已經開始為F4F研發後續機種。雖然美軍下一代主力艦載機競標由錢斯沃特拿下，但格魯曼仍在1941年6月30日和美國海軍簽下XF6F-1樣機製造合同。XF6F-1為一架配備14汽缸R-2600發動機（輸出功率1,700匹馬力）搭配寇蒂斯製三葉電動螺旋槳、繼承野貓架構的手搖式起落架，改良較為有限的野貓升級型；但日軍偷襲珍珠港後XF6F-1規格也隨之調整，里洛易·格魯曼率領他公司底下主設計工程主任比爾·舒溫德（Bill Schwendler）、杰克·斯沃巴尔和美國海軍航空署（BuAer）聯繫，希望能取得更多F4F飛官實戰經驗回饋，讓新飛機能夠符合作戰需求。美國海軍在1942年4月22日安排後來的美軍海航王牌飛行員愛德華·歐海爾到格魯曼工廠和團隊工程師回饋F4F和零戰交火之經驗歸納。實戰情況顯示：縱使F4F結構上比零式戰鬥機更強，能夠承受更多攻擊，俯衝時的加速率亦較之為高（美軍飛行員往往依賴這優勢而俯衝改出，避開零戰的攻擊），但在機動性與操縱性能，以及爬升率上卻未有優勢。
同時，BuAer也為格魯曼提出設計指導。BuAer告知現有型號需要換用更強出力的引擎獲得性能優勢，因此要求XF6F-1換用已經在F4U上通過考核的R-2800-10發動機；並提出新型戰機要提高駕駛艙，改善飛行員視野；格魯曼因此將發動機整流罩下切，提供地獄貓飛行員更好的視野。格魯曼在XF6F-1二號原型機上修改了引擎配置，換用漢彌爾頓標準公司製三葉螺旋槳；經過換裝動力的結果，格魯曼計算更名為XF6F-3的二號原型機性能會比XF6F-1高出25%。
XF6F-1在1942年6月26日出廠試飛，改良後的XF6F-3在1942年7月30日首飛，隨即進入量產。1942年10月3日量產型F6F-3首飛，1943年2月撥交艾賽克斯號航空母艦美國海軍第9戰鬥機中隊換裝。

### 配置
與F4F相同的是，F6F的設計特點特別著重艦載環境所必備的機體結構堅固性，以及易於大量生產的便利性。F6F原本採用萊特公司的R-2600引擎。但為了提升性能，格魯曼在開發初期便已決定要持續改進F6F，以確保美國海軍主力戰鬥機能在太平洋上取得性能優勢與制空權。F6F裝上了普惠公司普惠R-2800雙黃蜂引擎，馬力提升到2000匹，整體動力提升了25%。，星型引擎（Radial engine）設計，也確保任一氣缸被擊中後，仍可透過其他氣缸運作保持飛行。防護裝甲設備總重212磅（96公斤），防護涵蓋了駕駛艙周圍的防護裝甲、防彈玻璃、機油冷卻器、油箱等，F6F的燃料主要安置在機體中間的250加侖（946公升）自封油箱，主翼共裝有331加侖（1,252公升）油箱，機身中線掛架可掛載150加侖（568公升）的副油箱，總燃料酬載量是F4F的兩倍以上，由於動力組件區域有厚實的裝甲防護，F6F在戰鬥中較不易在被擊中後遭遇漏油、嚴重損毀甚至喪失動力，也提升了受損飛機的回航率。
F6F的基本武裝和F4U相同，都是6挺白朗寧M2重機槍，每挺備彈400發。後期的陸續改裝令F6F最終能夠掛載2,000磅炸彈。機翼下方也可掛載共6發5寸HVARs火箭，用以攻擊地面目標。
相較於F4F低矮而偏窄的起落架，F6F在起落架上引入液壓技術，增加靈活性及強度，並能令起落架呈90度直角，向後內摺入機翼之內。機翼的佈置為偏機身底部的下單翼構型，令F6F在飛行甲板上降落（或是迫降時）的安全性更加穩定。

### 實驗與改裝

#### 早期試驗型號
XF6F-1在1942年6月26日試飛，该机安装了R2600-16发动机，可产生1600马力，机翼内并列安装6挺12.7毫米白朗寧機槍，每挺机枪备弹400发。随后又试飞了第二架原型机XF6F-2，但因功率不足而未达到军方的性能指标。于是，第三架原型机XF6F-3就换装了功率增大25%的普惠R2800-10发动机，其细节处和XF6F-1稍有不同，左侧发动机排气管开口减小了些，且将空速管移到了右翼前缘底部。而裝上新引擎的XF6F-3則在同年7月30日首次起飛。同時，新的改良已經緊接進行。XF6F-2裝上了一個一段二速機械增壓器，表現並不理想，而當時海軍並不熱衷於為艦載機進一步提升高空性能，結果連帶裝上二級增壓器的XF6F-3亦未被重視，但這些測試為後來的F6F-4與F6F-5提供了經驗。
1942年7月30日，XF6F-3试飞成功，军方对性能很满意，决定定型生产。随后，格鲁曼又把第一架原型机XF6F-1改成XF6F-3标准，这2架XF6F-3成为后来4400架各型F6F戰鬥機的始祖。生产型F6F仍沿用原型机的6挺12.7毫米勃朗宁机枪，由于F6F装甲和密封油箱比较重，因而灵活性比零式戰鬥機略差，但在飞行速度、高度和其他性能方面都比零式要好。F6F的时速可达600公里，最大载荷有效航程为2400公里，而零式戰鬥機时速只有545公里，最大有效载荷航程仅为1920公里。在排除了一些微小设计缺陷后，1943年1月16日格鲁曼开始向海军交付F6F，艾塞克斯號航空母艦上的VF-9中队成为首个装备F6F的作战单位。

#### F6F-3
同時，F6F-3也衍生了夜間戰鬥機。F6F-3E在翼尖整流片上裝上了AN/APS-4雷達，而後期的F6F-3N（1943年7月）則在相同位置裝上了AN/APS-6雷達。這些夜間戰鬥機在1943年11月就開始派上戰場。與F6F-3N相同的雷達配置日後也裝上了F6F-5s，衍生了另一夜間戰鬥機型號──F6F-5N，而再另外裝上攝影機的F6F-5s則被海軍定為F6F-5P。

#### F6F-5
F6F-5則是最常用的型號。包括了再經改良的引擎，彈簧控制的副翼，刪除後部機艙窗罩，前部窗罩則採用新式強化玻璃。至於F6F-5s則有另一較為突出的改動，嘗試增加選用武裝的彈性。除了原有的6挺白朗寧機槍，F6F-5s也可以拆下兩邊各一支白朗寧機槍（載彈量400發彈藥）換上載彈量220發的M1（授权版伊斯帕諾-西札HS.404）機砲，但機砲的重量與不穩定，以至于这种配置並未曾正式放上生產線，只在後期部分F6F-5N夜間戰鬥機採用。
以下為F6F-5基本資料：
- 長：33呎7吋（10.24米）
- 翼展：42呎10吋（13.06米）
- 翼面积：31平方米
- 高：13呎1吋（3.99米）
- 空重：3,226 kg
- 最大起飛重量：15,415磅（6,990公斤）
- 載油量：內油缸250加侖（946公升），最多3個150加侖（568公升）附載油缸
- 發動機：1具R-2800-10W（2,200匹馬力）
- 最快速度：611 km/h（高度為7,000米）
- 航程：2,400公里（最大載荷有效航程）
- 昇限：>12,000米
- 武裝：4-6挺白朗寧M2重機槍（每挺有彈400發）；部分換裝2挺M1機砲（每挺有彈220發）。可攜帶2枚1,000磅炸彈或1枚2,000磅炸彈；6枚5吋HVARs火箭

#### F6F-6
F6F-6的實驗機是由兩部F6F-5改裝而成，即XF6F-6。兩者最明顯的分別是引擎的改良，採用了普惠公司R-2800-18W的风冷引擎配用四叶螺旋桨，出力提升到2450匹馬力。F6F-6藉此成為了F6F系列中最佳之作，最高空速可達每小時417英里(671公里)。但隨著日本在不久後投降，F6F-6未大規模生產。

### 其他型號
F6F尚有兩個較為特別的型號，分別為F6F-3K和F6F-5K。K字編號意指這機種可以無人駕駛，由地面人員以遙控操作。這款飛機並不用於戰鬥，而用於進入危險空域偵測，或者作為靶機。

## 戰鬥歷史

大黃蜂號（CV-12）上的F6F準備攻擊台灣上的日軍目標。編號為22的為F6F-3，編號41為F6F-5。留意F6F-3的窗罩比F6F-5相對更平坦。

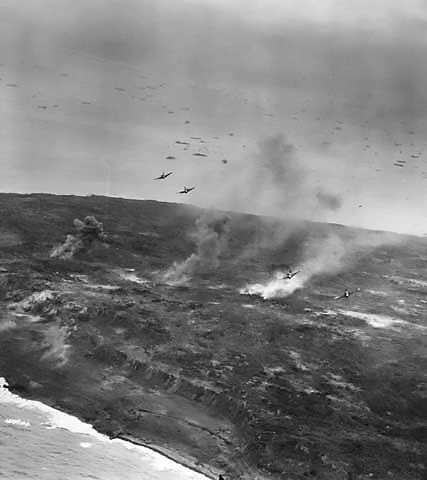
一群F6F戰機正為登陸硫磺島的美軍提供火力支援。

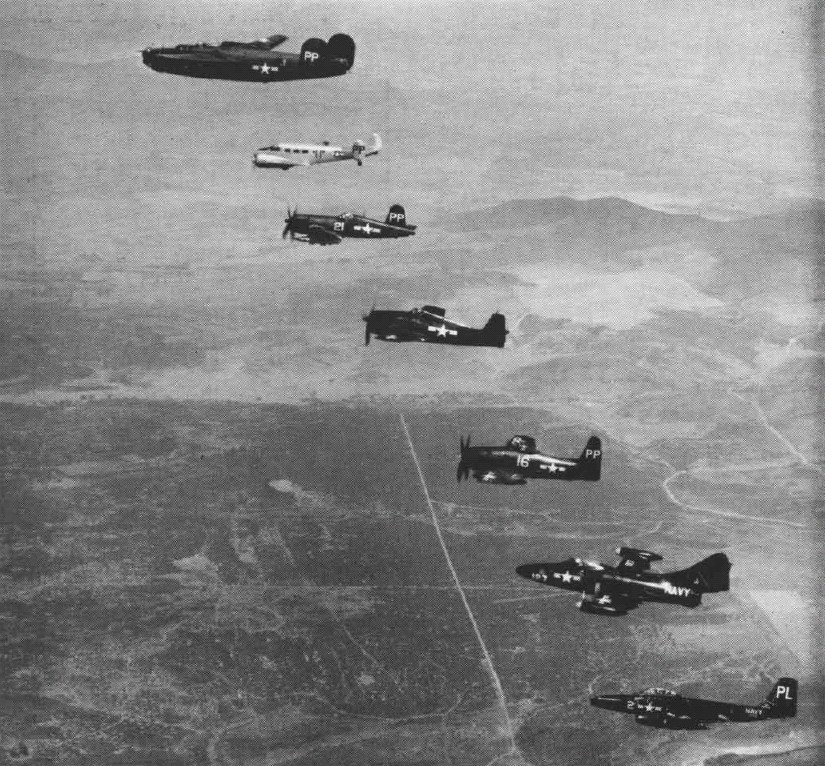
戰後的美國戰機：由上向下分別是P4Y-1P、SNB-2P、F4U-5P、F6F-5P、F8F-2P、F9F-5P以及F2H-2P。展示了戰爭後期直至戰後的戰鬥機發展。

### 美軍
F6F在1943年9月1日獲得第一個擊墜紀錄，由獨立號航空母艦起飛，擊落了日軍一架二式大艇。11月11日整日，由航空母艦上起飛的F6F與（當時由陸地起飛的）F4U的混合編隊在拉包爾空域與日本海軍的戰鬥機隊進行了猛烈戰鬥，擊落了接近50架敵機。11月23與24日，F6F又在塔拉瓦環礁上空擊落了30架零式戰鬥機，而F6F僅損失1架。F6F同時也繼承了1942年美國海軍為F4F對抗零戰所發展出來的雙機戰術（詳見萨奇剪）。自此以後，F6F基本上參與了1943年以後太平洋戰爭中所有重要空戰。包括了號稱「馬里亞納射火雞大賽」的菲律賓海戰，絕大多數的空戰擊落成果都是由此機獲得。
美軍曾安排擄獲的零戰五二型與F6F-3進行模擬對戰，測試結果得知無論在任何高度，地獄貓極速都凌駕在零戰以上，但是如果要能確實贏得優勢需要在14,000英尺（4,260公尺）以上高度維持235英里（378.2公里）速度，在此速度之上地獄貓即使進入格鬥狀態也能勝出，反之，低於該高度與速度時，零戰較輕的機體可以得到足夠的加速度，並且在機動性超越地獄貓；日軍紀錄中，也提到1944年6月硫磺島戰役時日本帝國海軍第301航空隊經驗較豐富的熟練飛官仍會以各種手段誘使地獄貓進入格鬥戰。
結束測試後，下發飛官的戰術指導寫著：

不要與零戰五二型進入纏鬥，不要試圖使用翻觔斗或半滾轉。當你發動攻擊時，善用你座機的卓越出力及高速在最有利時刻接戰。如不幸被零戰五二型咬住尾巴，請利用橫滾及俯衝進入高速空戰領域

總體而言，F6F包辦了美國海軍航空隊空戰中75%的戰鬥勝利。1944年後配有雷達的夜間F6F戰鬥機編隊也陸續投入戰場。F6F也參與了66,530場小型遭遇空戰，佔了二戰總數的45%，當中絕大部分都歸屬海軍：有62,386場是由航母派出作戰。。這些戰鬥F6F以270架的代價，擊毀了5,163架敵機，佔海軍戰鬥勝利總數的56%，擊落比率為19:1。而零式戰鬥機的擊落比率為13:1，疾風為9.5:1，雷電則為3.7:1。
F6F也孕育了最多的王牌飛行員，總共306位。除了機體的優勢外，這佳績某程度上也要歸功於日軍飛行員的素質下降，以及美軍的策略得宜。至於對地攻擊，F6F總共投下了6,503噸的炸彈。
在二戰期間折損的地獄貓共有2,462架，270架在空戰中損失、553架被各種防砲擊落、341架在作戰時因各種其它理由損失，在訓練及運輸過程中損失的則有1,298架。

### 英軍
英軍也透過租借法案獲得了1,263架F6F，並一度稱為塘鵝MKI（Gannet MKI），直到1943年為了簡化減少混亂才用回地獄貓的稱呼。
F6F-3在英軍的稱呼為Hellcat F.I，F6F-5為Hellcat F.II，F6F-5N則為Hellcat NF.II。英軍的F6F參與了在挪威、地中海及遠東的戰鬥。部分F6F也被英軍改裝為攝影戰鬥機（與美軍的F6F-5P相似），稱為Hellcat FR.II。英軍的F6F未有太多的實戰經驗，在1944年5月到1945年7月之間的18場戰鬥裡，擊落了52架次。當中以不撓號航空母艦（HMS Indomitable)的1844小隊建功最多，佔了32.5架次。二戰後期，這些F6F與其他租借法案的飛機，都被英國自製的戰機迅速取代，1945年VJ-Day時，12個飛行小隊只有2個仍配有F6F，到1946年連這兩小隊亦被解散。服役的情況也指出，F6F的性能足以與德軍的Bf 109與Fw 190相比拚。

### 戰後及其他使用情況
因為F6F的設計較為保守因此無法有效提高性能，因此二戰末期在美軍航艦上的F6F開始用已解決航艦降落問題的F4U進行替換，戰爭結束後以更優秀的F8F取代，大多則是轉往二線作為訓練用；1952年末韓戰時美軍曾配備90架無人操作，由無線電指揮的F6F-5K攜帶2000磅炸彈作為導引武器攻擊韓國橋樑使用。此外美國海軍藍天使特技飛行隊1946年初創配備了這款機種。
法國海軍的F6F-5也在印度支那地區使用。烏拉圭海軍的F6F-5更一直使用到1960年代初。

## 使用者
法國
- 法國海軍

 英国
- 皇家海軍

 美国
- 美國海軍
- 美國海軍陸戰隊

 乌拉圭
- 烏拉圭海軍

## 作品登場

### 遊戲
- 戰爭雷霆
- 應徵入伍

## 參照

### 記錄
1. ↑  Ferguson 2005, pp. 149–175.
2. ↑  "Uruguayan Navy." （页面存档备份，存于） aeroflight. Retrieved: 27 May 2012.
3. 1 2  Sullivan 1979, p. 4.
4. ↑  Thruelsen 1976, p. 135.
5. ↑  Murray, Williamson.  2002 Paperback. Wellington House, London: Cassell. 2002: 202. ISBN 0-304-36210-7.
6. ↑  Kinzey 1996, p. 4.
7. ↑   Winchester 2004, p. 110.
8. ↑  Krist 2006, pp. 91–92.
9. ↑  Kinzey 1996, p. 16.
10. ↑  Thruelsen 1976, p. 166.
11. ↑  Ewing 2004, p. 182.
12. ↑  Ewing and Lundstrom 2004, pp. 155, 156.
13. ↑  Francillon 1989, p. 200.
14. ↑  Kinzey 1996, p. 6.
15. 1 2  Kinzey 1987, p. 6.
16. 1 2   Sullivan 1979, p. 4.
17. ↑  5 inch FFAR/HVAR （页面存档备份，存于）Retrieved: 3 April 2008
18. 1 2 3  Taylor 1969, p. 503.
19. ↑   Kinzey 1987, p. 14.
20. ↑  Green 1975, p. 91.
21. ↑  Green 1975, pp. 93–94.
22. ↑  F6F-5 test report (pdf file) （页面存档备份，存于） Retrieved: 3 April 2008
23. ↑   Kinzey 1987, p. 27.
24. ↑   Sullivan 1979, p. 46.
25. 1 2 3  Dean 1997, p. 559.
26. ↑  宮崎勇『還って来た紫電改 紫電改戦闘機隊物語』（光人社、1993）135-136頁
27. ↑  Spick 1983, p. 118.
28. ↑  Tillman 1979, p. 9.
29. ↑  Barber 1946, Table 1
30. 1 2  Barber 1946, Table 2
31. ↑  Barber 1946, Table 28
32. ↑  Airpower Classics （页面存档备份，存于） Airforce Magazine, April 2006, p. 98.
33. ↑  OPNAV-P-23V No. A129, 17 June 1946, p. 15.
34. ↑  Green 1975, p. 93.
35. ↑  Tillman 1996, p. 78.
36. 1 2   Thetford 1994, p. 217.
37. ↑   Donald, David, ed. American Warplanes of World War II. London: Aerospace Publishing, 1995. ISBN 1-874023-72-7.

### 書目
- Anderton, David A. Hellcat. London/Sydney: Jane's Publishing Company Ltd., 1981. ISBN 0-7106-0036-4.
- Barber, S.B. Naval Aviation Combat Statistics: World War II, OPNAV-P-23V No. A129. Washington, DC: Air Branch, Office of Naval Intelligence, 1946.
- Bridgman, Leonard, ed. “The Grumman Hellcat.” Jane’s Fighting Aircraft of World War II. London: Studio, 1946. ISBN 1-85170-493-0.
- Brown, Eric, CBE, DCS, AFC, RN., William Green  and Gordon Swanborough. "Grumman Hellcat". Wings of the Navy, Flying Allied Carrier Aircraft of World War Two. London: Jane's Publishing Company, 1980, pp. 167–176. ISBN 0-7106-0002-X.
- Dann, Lcdr. Richard S. USNR. F6F Hellcat Walk Around. Carrollton, Texas: Squadron/Signal Publications Inc., 1996. ISBN 0-89747-362-0.
- Dean, Francis H. America's Hundred Thousand. Atglen, PA: Schiffer Publishing Ltd., 1997. ISBN 0-7643-0072-5.
- Drendel, Lou. "Grumman F6F Hellcat". U.S. Navy Carrier Fighters of World War II. Carrollton, TX: Squadron/Signal Publications Inc., 1987, pp. 45–68. ISBN 0-89747-194-6.
- Green, William. Famous Fighters of the Second World War.  Garden City, NY: Doubleday & Company, 1975.  ISBN 0-385-12395-7.
- Green, William and Gordon Swanborough. "Grumman F6F Hellcat". WW2 Fact Files: US Navy and Marine Corps Fighters. London: Macdonald and Jane's Publishers Ltd., 1976, pp. 47–56. ISBN 0-356-08222-9.
- Hill, Richard M. Grumman F6F-3/5 Hellcat in USN-USMC-FAA-Aeronavale & Uruguayan Service. Reading, Berkshire, UK: Osprey Publications Ltd., 1971. ISBN 1-85045-023-3.
- Jarski, Adam and Waldemar Pajdosz. F6F Hellcat (Monografie Lotnicze 15)（in Polish）. Gdańsk, Poland: AJ-Press, 1994. ISBN 83-86208-05-8.
- Kinzey, Bert. F6F Hellcat in detail and scale（D&S Vol.26）. Shrewsbury, UK: AirLife Publishing Ltd., 1987. ISBN 1-85310-603-8.
- Kinzey, Bert. F6F Hellcat in detail and scale（D&S Vol.49）. Carrollton, Texas: Squadron/Signal Publications Inc., 1996. ISBN 1-888974-00-1.
- Kit, Mister and Jean-Pierre De Cock. F6F Hellcat（in French）. Paris, France: Éditions Atlas s.a., 1981.
- Krist, Jan. Bojové Legendy: Grumman F6F Hellcat（in Czech）. Prague, Czech Republic: Jan Vašut s.r.o., 2006. ISBN 80-7236-432-9.
- Mendenhall, Charles A. Wildcats & Hellcats: Gallant Grummans in World War II. Osceola, WI: Motorbooks International, 1984. ISBN 0-87938-177-9.
- O'Leary, Michael. "Hellcat". United States Naval Fighters of World War II in Action. Poole, Dorset, UK: Blandford Press, 1980, pp. 67–96. ISBN 0-7137-0956-1.
- Sullivan, Jim. F6F Hellcat in action. Carrollton, Texas: Squadron/Signal Publications Inc., 1979. ISBN 0-89747-088-5.
- Taylor, John W.R.  "Grumman F6F Hellcat." Combat Aircraft of the World from 1909 to the present. New York: G.P. Putnam's Sons, 1969. ISBN 0-425-03633-2.
- Thetford, Owen. British Naval Aircraft Since 1912, Fourth Edition. London: Putnam, 1994. ISBN 0-85177-861-5.
- Tillman, Barrett.  Hellcat: the F6F in World War II. Annapolis, MD: Naval Institute Press, 1979. ISBN 0-87021-265-6.
- Tillman, Barrett. Hellcat Aces of World War 2. London: Osprey Aerospace, 1996. ISBN 1-85532-596-9.
- Winchester, Jim, ed. "Grumman F6F Hellcat." Aircraft of World War II. Rochester, UK: Grange Books plc, 2004. ISBN 1-84013-639-1.
- Zbiegniewski, Andre R. Grumman F6F Hellcat（Kagero Monografie No.10）（Bilingual Polish/English）. Lublin, Poland: Kagero, 2004. ISBN 83-89088-49-5.

## 外部連結
- WW2DB: F6F Hellcat（页面存档备份，存于）
- How Leroy Grumman and Jake Swirbul built a high-flying company from the ground up
- Final flight test report of F6F-3, USN Air Station, Patuxent River (pdf file)（页面存档备份，存于）
- F6F Hellcat Performance Trials, Aircraft and Armament Experimental Establishment（A&AEE）, Boscombe Down（页面存档备份，存于）
- Performance test, each 1,00th aircraft; F6F-5 No 58310, USN Air Station, Patuxent River (pdf file).（页面存档备份，存于）
- USN & USMC Aircraft Serial and Bureau No.s 1911 to present